# 硫替比妥
硫替比妥（INN：Thiotetrabarbital）是種短效巴比妥酸鹽類麻醉藥。本藥可作為獸藥使用。